# G.Cherlopalli, Bagepalli
G.Cherlopalli là một làng thuộc tehsil Bagepalli, huyện Kolar, bang Karnataka, Ấn Độ.